# مستشار الرايخ
مستشار للرايخ (بالألمانية: Reichskanzler) هو رئيس حكومة الرايخ الألماني في ظل جمهورية فايمر وألمانيا النازية (الرايخ الثالث).
وعلى عكس المستشار الإمبراطوري للإمبراطورية الألمانية والذي يتوقف على الإمبراطور، كان مستشار الرايخ مسؤولا أمام (مبنى الرايخستاغ) بالإضافة إلى كونه رئيس الرايخ.دستور فايمر الذي قامت به حكومة الرايخ لم تحتوِ على تدقيق لأعمال الوزراء أيضا.
تم دمج وظيفة مستشار الرايخ مع وظيفة رئيس الرايخ بعد وفاة باول فون هيندنبورغ في أغسطس 1934 لصالح المستشار أدولف هتلر، الذي اتخذ لقب «الفوهرر ومستشار الرايخ». وبعد انتحار أدولف هتلر في 30 أبريل 1945 تم الفصل بين الوظيفتين مرة أخرى لبضعة أيام ثم اختفت عند وصول حكومة فلنسبورغ في 23 مايو 1945 وإن آخر حامل للقب هو مستشار الرايخ لوتس فون كروسيغ الذي غيّر رسميا تحت عنوان «رئيس الحكومة المؤقتة» بدلا من لقب «مستشار الرايخ».

## جمهورية فايمر

### رئيس مجلس مفوضي الشعب
| الاسم         | فترة الحكم                    | الإنتماء السياسي                            |
| ------------- | ----------------------------- | ------------------------------------------- |
| فريدريش إيبرت | 10 نوفمبر 1918-2 فبراير 1919  | الحزب الديمقراطي الاجتماعي الألماني         |
| هوغو هاس      | 10 نوفمبر 1918-29 ديسمبر 1918 | الحزب الإجتماعي الديمقراطي المستقل الألماني |
| فيليب شايدمان | 29 ديسمبر 19187 فبراير 1919   | الحزب الديمقراطي الاجتماعي الألماني         |

### وزير-رئيس الرايخ
| الاسم         | فترة الحكم                   | الإنتماء السياسي                    |
| ------------- | ---------------------------- | ----------------------------------- |
| فيليب شايدمان | 13 فبراير 1919-20 يونيو 1919 | الحزب الديمقراطي الاجتماعي الألماني |
| جوستاف باور   | 21 يونيو 191914 أغسطس 1919   | الحزب الديمقراطي الاجتماعي الألماني |

### مستشار الرايخ
| الاسم            | فترة الحكم                   | الإنتماء السياسي                    |
| ---------------- | ---------------------------- | ----------------------------------- |
| جوستاف باور      | 14 أغسطس 1919-26 مارس1920    | الحزب الديمقراطي الاجتماعي الألماني |
| هرمان مولر       | 27 مارس1920-8 يونيو 1920     | الحزب الديمقراطي الاجتماعي الألماني |
| قسطنطين فيرينباخ | 25 يونيو 1920-4 مايو 1921    | الحزب المركزي الألماني (زنتروم)     |
| يوزيف فيرت       | 10 مايو 1921-14 مايو 1922    | الحزب المركزي الألماني (زنتروم)     |
| فيلهلم كونو      | 12 نوفمبر 1922-12 أغسطس 1923 | بدون حزب                            |
| جوستاف ستريسمان  | 13 أغسطس 1923-23 نوفمبر 1923 | حزب الشعب الألماني                  |
| فيلهلم ماركس     | 30 نوفمبر 192315 يناير 1925  | الحزب المركزي الألماني (زنتروم)     |
| هانز لوتر        | 15 يناير 1925-12 مايو 1926   | بدون حزب                            |
| فيلهلم ماركس     | 17 مايو 1926-28 يونيو 1928   | الحزب المركزي الألماني (زنتروم)     |
| هرمان مولر       | 28 يونيو 1928-27 مارس 1930   | الحزب الديمقراطي الاجتماعي الألماني |
| هاينريش برونينغ  | 30 مارس 1930-30 مايو 1932    | الحزب المركزي الألماني (زنتروم)     |
| فرانز فون بابن   | 1 يونيو 1932-17 نوفمبر 1932  | الحزب المركزي الألماني (زنتروم)     |
| كورت فون شلايخر  | 4 ديسمبر 1932-28 يناير 1933  | بدون حزب                            |

## ألمانيا النازية

### مستشار الرايخ
| الاسم      | فترة الحكم                 | الإنتماء السياسي |
| ---------- | -------------------------- | ---------------- |
| أدولف هتلر | 30 جانفي 1933-2 أغسطس 1934 | الحزب النازي     |

### فوهرر ومستشار الرايخ
| الاسم      | فترة الحكم                 | الإنتماء السياسي |
| ---------- | -------------------------- | ---------------- |
| أدولف هتلر | 2 أغسطس 1934-30 أفريل 1945 | الحزب النازي     |

### مستشار الرايخ
| الاسم       | فترة الحكم                | الإنتماء السياسي |
| ----------- | ------------------------- | ---------------- |
| جوزيف غوبلز | 30 أفريل 1945-1 مايو 1945 | الحزب النازي     |

## رئيس الحكومة المؤقتة للرايخ
| الاسم           | فترة الحكم               | الإنتماء السياسي |
| --------------- | ------------------------ | ---------------- |
| لوتس فون كروسيغ | 2 مايو 1945-23 مايو 1945 | مستقل            |

## مقالات ذات صلة
- جمهورية فايمر
- الفوهرر
- مبنى الرايخستاغ
- الإمبراطورية الألمانية
- ألمانيا النازية
- الرايخ الألماني